# Przyłbice i kaptury
Przyłbice i kaptury – polski kostiumowy serial telewizyjny, zrealizowany w 1985 roku, będący ekranizacją powieści „Przyłbice i kaptury” Kazimierza Korkozowicza - autora przede wszystkim powieści milicyjnych. 
Zdjęcia plenerowe kręcono w następujących lokacjach: zamek w Malborku, Inowłódz, Ldzań w powiecie pabianickim, Wąchock (klasztor cystersów), Sulejów (opactwo cystersów), Grodziec w pow. złotoryjskim (zamek).

## Opis fabuły
Akcja serialu toczy się w okresie bezpośrednio poprzedzającym bitwę pod Grunwaldem. Serial opisuje losy Huberta „Czarnego” i Jaksy – szpiegów w służbie króla Władysława Jagiełły, prowadzących rozpoznanie na terytorium zakonu krzyżackiego oraz rozpracowujących krzyżacką siatkę szpiegowską działającą w Polsce.

## Lista odcinków
1. Porwanie
2. Na tropie zdrady
3. Pożoga
4. Przerwane ogniwo
5. W gnieździe wroga
6. W cudzej skórze
7. Zemsta boga Kurho
8. A wężowi biada
9. Jutro bitwa

## Obsada
- Roch Siemianowski jako Hubert „Czarny” z Borów
- Marek Frąckowiak jako Jaksa „Rudy” z Wolborza
- Władysław Komar jako „Dzieweczka”; rola dubbingowana przez Bogusza Bilewskiego
- Bożena Krzyżanowska jako Zyta, siostra Huberta "Czarnego" z Borów
- Maciej Kozłowski jako Benko, mąż Zyty
- Marta Klubowicz jako Una
- Arkadiusz Bazak jako rycerz Sonnenberg
- Zbigniew Lesień jako Peter Vogelweder
- Piotr Garlicki jako ksiądz Andrzej z Lubrańca
- Henryk Machalica jako podkanclerzy Mikołaj Trąba
- Bolesław Abart jako kanonik Dunin, wuj Uny; rola dubbingowana przez Zdzisława Tobiasza
- Iwona Bielska jako Vera, córka Johanna Vogelwedera
- Bruno O’Ya jako Brunon Brenner, narzeczony Very
- Kazimierz Ostrowicz jako sługa Brennera
- Leon Niemczyk jako Fryderyk von Wallenrode, wielki marszałek w Malborku
- Tadeusz Borowski jako Kuno von Lichtenstein
- Stanisław Jaskułka jako brat Zygfryd
- Zdzisław Kuźniar jako Heinrich von Warmsdorf, wysłannik krzyżacki w Wilnie
- Andrzej Mrozek jako hrabia Baldwin von Helwenstein, wysłannik krzyżacki w Wilnie
- Jerzy Trela jako brat Erazm
- Emil Karewicz jako król Władysław Jagiełło
- Józef Fryźlewicz jako Johann Vogelweder, brat Petera
- Stanisław Jaroszyński jako brat Egon
- Edwin Petrykat jako Radomir z Sośnicy
- Andrzej Bielski jako komtur krzyżacki
- Ryszard Kotys jako "Kosooki", herszt zbójów w Gdańsku
- Włodzimierz Musiał jako "Dziobak", zbój z bandy "Kosookiego"
- Włodzimierz Skoczylas jako fałszywy handlarz relikwiami porywający Unę
- Eugeniusz Wałaszek jako brat ochmistrz w klasztorze w Koronowie
- Stanisław Zatłoka jako książę Witold
- Józef Nalberczak jako marszałek na dworze księcia Witolda
- Andrzej Wojaczek jako Rumbold, marszałek dworu księcia Witolda
- Eliasz Kuziemski doradca księcia Witolda
- Andrzej Precigs jako Vento z Waldenbergu, giermek Sonnenberga
- Kazimierz Wysota jako książę Siemaszko
- Jerzy Rogowski jako Wasylko, pokojowiec księcia Siemaszki, agent Krzyżaków
- Wiktor Grotowicz jako członek rady królewskiej
- Eugeniusz Kamiński jako brat Lasota, pomocnik Vogelwedera
- Andrzej Krasicki jako ojciec Bartłomiej, przeor klasztoru w Koronowie
- Henryk Bista jako żebrak Maciej "Kostur"
- Andrzej Szenajch jako Włodko, dowódca oddziału aresztującego Vogelwedera
- Stefan Kąkol jako biskup
- Jerzy Zygmunt Nowak jako oberżysta Marcin, właściciel gospody "Pod Gnatem"
- Marek Piestrak jako furtian; rola dubbingowana przez Mariana Kociniaka
- Krzysztof Kolberger jako narrator